# Merovech frank király
Merovech (411 – 457 júliusa), (nevének francia alakja Mérovée, latin alakja Meroveus) a száli frankok (talán csak legendabeli) törzsfője volt 448 és 457 között; a Meroving dinasztia megalapítója. Csak Tours-i Gergely történetíró említi őt, mint a Chlodion után következő vezetőt, de nem tudni, vajon az ő fia volt-e, vagy egy vele rokonságban nem álló előkelő.
Egyes kutatók megjegyzik, hogy Merovech egy isten vagy félisten neve is lehetett: egy ember, bika és valamilyen tengeri lény keverékéből alkotott alaké, akit a frankok a kereszténység felvétele előtt tiszteltek.
Merovech utódja fia, I. Childerich volt.